# Antiscopa epicomia
Antiscopa epicomia là một loài bướm đêm trong họ Crambidae.